# William Wilkie Collins
William Wilkie Collins (Londres, 8 de enero de 1824-Londres, 23 de septiembre de 1889) fue un novelista, dramaturgo y autor de relatos cortos británico. Fue muy popular en su tiempo. Escribió veintisiete novelas, más de sesenta relatos cortos, al menos catorce obras de teatro y más de cien obras de no ficción.
Es considerado uno de los creadores del género de la novela policíaca, a través de una narrativa caracterizada por la atmósfera de misterio y fantasía, el suspense melodramático y el relato minucioso. Sus obras más conocidas son La dama de blanco (1860), Armadale (1866) y La piedra lunar (1868).

## Biografía
Collins nació en Londres, el 8 de enero de 1824, hijo del conocido pintor paisajista y académico William Collins. Su segundo nombre, Wilkie, le fue impuesto en honor a su padrino, el también artista plástico David Wilkie. Desde los doce a los quince años vivió con su familia en Italia, etapa que marcó en buena medida su educación y la formación de su carácter. A los diecisiete años abandonó la escuela y se empleó como aprendiz en una importante firma de comercio de té, pero después de cinco infelices años, durante los cuales escribió (en 1844) su primera novela, Ioláni o Tahití tal como era (que permanecería inédita durante un siglo y medio, hasta 1999), ingresó en el Lincoln's Inn para comenzar a estudiar Derecho, aunque nunca llegaría a ejercer como abogado, pues se dedicó por entero a la literatura. Tras la muerte de su padre, en 1847, Collins publicó su primer libro, Memorias de la vida de William Collins (1848). También llegó a considerar la idea de iniciar una carrera como pintor, exponiendo un cuadro propio en la exposición de verano de la Royal Academy en 1849. Pero fue con la publicación de su segunda novela, Antonina o la caída de Roma (1850), y con la continuación de la misma, Basil (1851), cuando su carrera como escritor comenzó en serio.

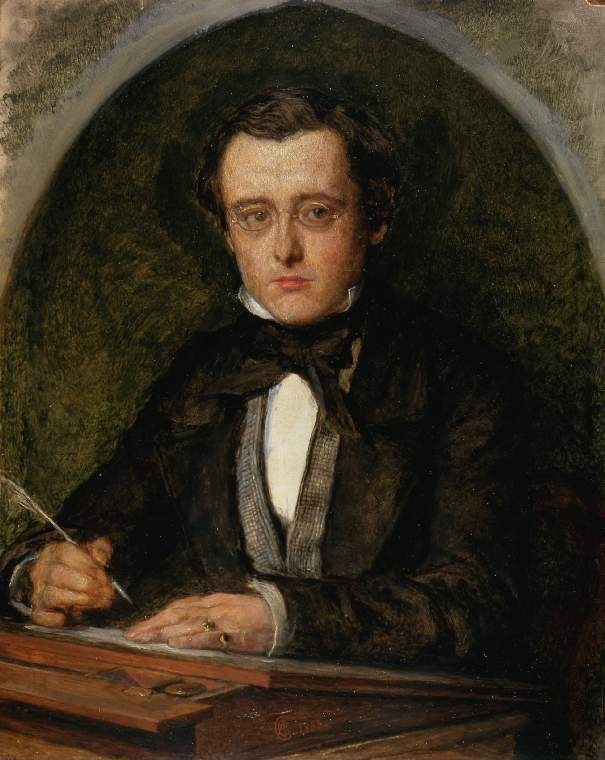
Wilkie Collins en 1853.

Un acontecimiento decisivo en la carrera literaria de Collins tuvo lugar en marzo de 1851, cuando conoció a Charles Dickens por mediación de un amigo común, Augustus Egg. Desde ese momento, Collins y Dickens se hicieron grandes amigos, gracias, entre otras cosas, a su común afición por el teatro, y colaboraron mano a mano en revistas y ediciones, llegando incluso a ser coautores de varias obras. Además, Collins, en su labor como editor, lo fue de la obra de Dickens Household Words, y varias de las novelas de aquel serían publicadas por entregas en el semanario All the Year Round, editado por el autor de Oliver Twist, que acabaría editando y publicando por su cuenta las obras de su amigo. La amistad entre ambos duraría toda la vida, hasta el punto de que llegaron a ser parientes, pues el hermano menor de Wilkie Collins, Charles Allston, contrajo matrimonio con Kate Macready Dickens, segunda hija de Charles Dickens y de Catherine Thompson Hogarth. Tras la muerte de Dickens, Collins también asesoró a Georgina Hogarth, cuñada del gran escritor, cuando ésta preparaba, en 1880 y en colaboración con la hija mayor de Dickens, Mary Angela, una edición de las Cartas de Charles Dickens desde 1833 a 1870.
Collins padecía una variación de artritis conocida como gota reumática que le acabó provocando una seria adicción al opio, que tomaba en forma de láudano para aliviar el intenso dolor. Como consecuencia de ello, comenzó a experimentar ilusiones paranoicas en las que creía estar continuamente acompañado por un clon suyo al que llamaba «Ghost Wilkie». En su célebre novela La piedra lunar (1868) planteaba de forma destacada el tema de los efectos de la adicción al opio. Mientras escribía dicha novela, su consumo de láudano era tan desmesurado, que posteriormente confesó no recordar lo que había escrito en una gran parte de la narración.

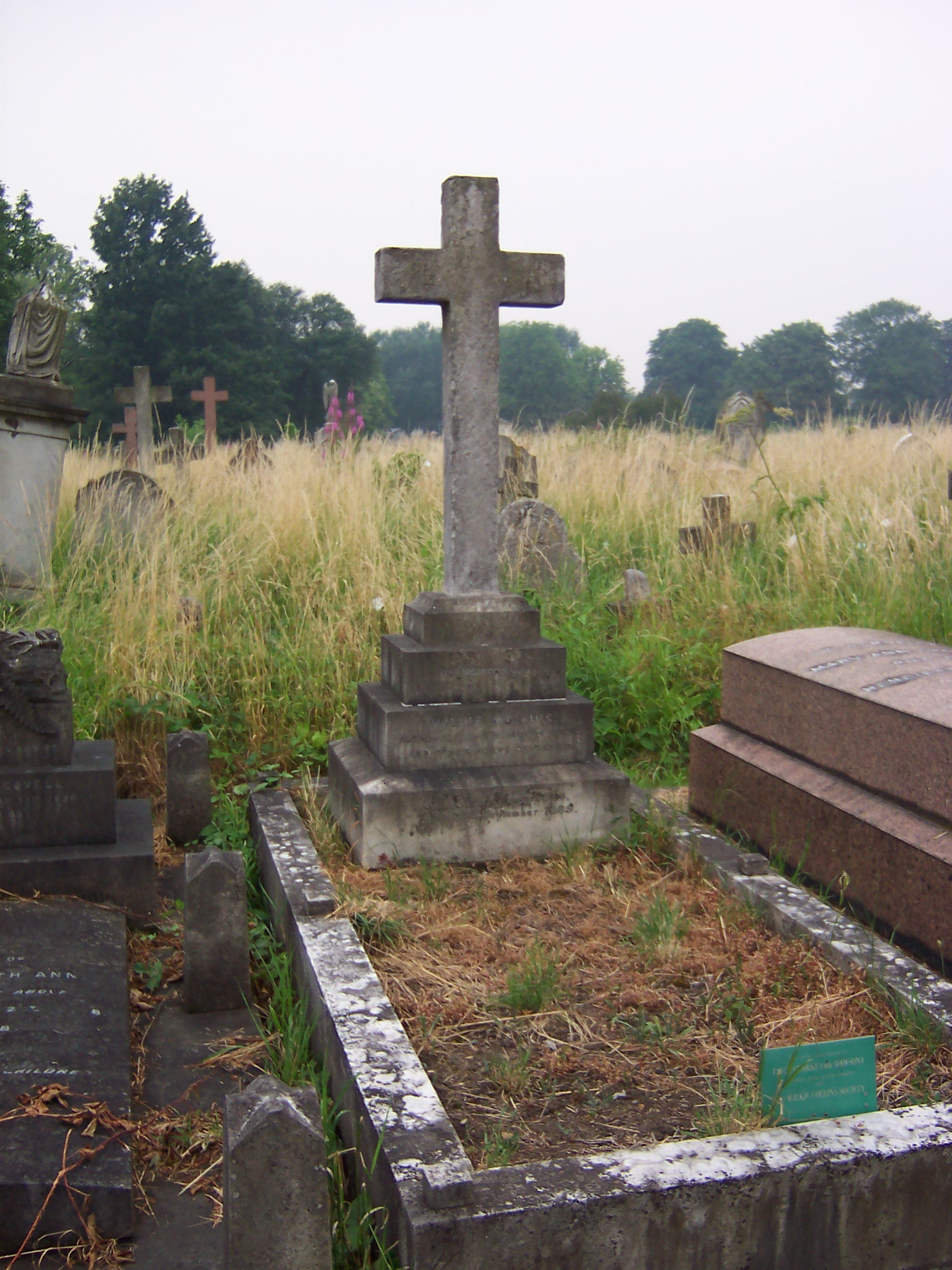
Tumba de Collins en el cementerio de Kensal Green, Londres.

Collins nunca contrajo matrimonio, pero desde 1858 hasta su muerte mantuvo sucesivas relaciones intermitentes con la viuda Caroline Graves y posteriormente con su hija Elizabeth, a la que el escritor llamaba «Carrie». Cuando Caroline le abandonó definitivamente para casarse con un tal Joseph Charles Clow (octubre de 1868), Collins conoció a otra mujer, Martha Rudd, con la que tuvo tres hijos: Marian (n. 1869), Harriet (n. 1871) y Charles William (n. 1874). Entremedias, la viuda Graves había vuelto con Collins, manteniendo ambos su relación de forma discontinua hasta la muerte del escritor. Wilkie Collins murió en Londres, el 23 de septiembre de 1889, y fue enterrado en el cementerio Kensal Green de la capital británica. El epitafio de su tumba le destaca como el autor de la novela La dama de blanco.

## Obra
Collins fue autor o coautor de veintisiete novelas, más de sesenta relatos cortos, al menos catorce obras de teatro y un centenar de piezas de no ficción. Algunas de sus obras narrativas fueron calificadas en su momento como «sensation novels», un género equivalente y precursor de las actuales novelas policiacas y de suspense y misterio. También escribió sobre la situación de las mujeres, sobre asuntos sociales y sobre la realidad cotidiana de su tiempo. Así, su obra Hide and Seek (1854) estaba protagonizada por uno de los primeros personajes sordos de la literatura inglesa. Como muchos otros escritores de su tiempo, publicó la mayor parte de sus novelas por entregas, en revistas como la mencionada All the Year Round, y por ellas llegó a ser reconocido como un maestro del estilo, creando el grado justo de suspense e intriga para lograr mantener a su público lector pendiente de la historia semana tras semana. La tirada de All the Year Round se incrementó notablemente con la publicación consecutiva de Historia de dos ciudades (1859), de Dickens, y La dama de blanco (1860), de Collins.
Tras la publicación de esta novela, Collins disfrutó de diez años de gran éxito. Su siguiente obra, Sin nombre (1862), combinaba denuncia social —criticaba una absurda ley que se aplicaba en aquella época a los hijos de padres no casados— con una densa estructura de thriller de venganzas. Armadale (1866), la única novela escrita por Collins en la década de 1860 que no apareció por entregas en All the Year Round, suscitó feroces críticas, generalmente centradas en un personaje transgresor para la época: la malvada Lydia Gwilt. Además, la novela supuso un golpe financiero para el autor y un rotundo fracaso comercial: la suma adelantada por la revista The Cornhill Magazine en concepto de derechos de publicación fue excepcional, eclipsando por un margen sustancial los precios pagados por la gran mayoría de las novelas similares de la época, y finalmente las ventas, muy por debajo de las expectativas creadas, no consiguieron amortizar la inversión de los editores. La piedra lunar, publicada en 1868, fue la última de las novelas del ciclo más exitoso del autor y, pese a una acogida inicial un tanto fría por parte de los críticos y del propio Charles Dickens, significó un retorno de Collins a su estilo más característico y restableció el valor comercial de un escritor cuyo éxito en el competitivo mercado editorial victoriano había ido decreciendo desde su primera obra maestra. Considerada por muchos como obra precursora de la novela policiaca dentro de la tradición de la narrativa inglesa, La piedra lunar sigue siendo la novela de Collins más popular y más aclamada por la crítica. En su momento, fue definida por el poeta y dramaturgo T. S. Eliot como «la primera, la más larga y la mejor novela de la moderna literatura policiaca inglesa, en un género inventado por Collins y no por Poe», y la escritora de género policiaco Dorothy L. Sayers (1893-1957) se refirió a ella como «probablemente la mejor novela policiaca jamás escrita». Además, uno de sus personajes centrales, el sargento Cuff, ha sido considerado como precursor literario del célebre detective de ficción Sherlock Holmes, creado por Arthur Conan Doyle en 1887.
La dama de blanco y La piedra lunar comparten una estructura narrativa poco común, similar a la de una novela epistolar, en la que cada parte del libro tiene narradores diferentes, cada uno con una voz narrativa diferenciada. (Armadale también tiene una estructura parecida, aunque en menor medida, de narración a través de la correspondencia entre personajes.)
Sin embargo, diversos factores (frecuentemente se citan la muerte de Dickens en 1870, que supuso para Collins la pérdida de su mentor literario; su creciente drogodependencia; y una inclinación poco aconsejable a utilizar su narrativa como vehículo de denuncia recurrente de las injusticias sociales, en detrimento del suspense y la intriga que tan buenos resultados le habían dado) condujeron a Collins a su declive en las décadas de 1870 y 1880. Sus obras (novelas y relatos cortos) de ese periodo, si bien no desprovistas de cierto valor literario, son generalmente consideradas como menores y, desde luego, inferiores a sus grandes producciones anteriores, por lo que han llegado a nuestros días prácticamente ignoradas por la crítica.
Las novelas posteriores a La piedra lunar contenían menos elementos de thriller y más crítica social. Los temas tratados seguían teniendo interés, pero la popularidad del autor disminuyó considerablemente. El controvertido poeta inglés Algernon Charles Swinburne (1837-1909) comentó acerca de Collins: «¿Qué fue lo que llevó a la perdición el gran genio de Wilkie? Algún demonio susurró: “¡Wilkie tiene una misión!”».